# 庞巴迪Zefiro

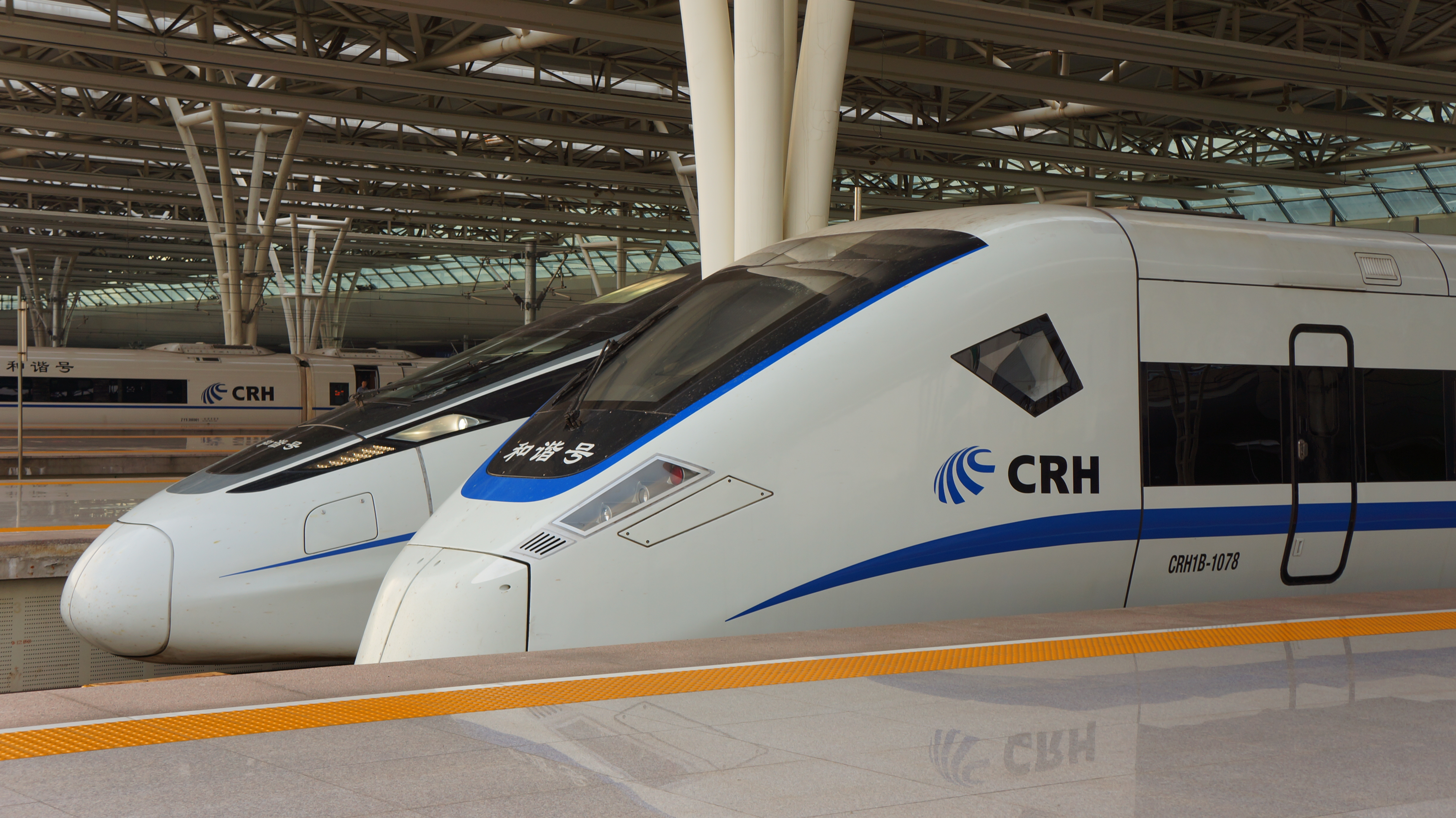
上海虹桥站内，CRH380D和使用Zefiro头型的新CRH1B

龐巴迪Zefiro是龐巴迪運輸（Bombardier Transportation）在2005年4月13日公佈的超高速鐵路旅行最新概念的高速電動車組，由龐巴迪公司工業設計組與意大利工業設計公司Zagato共同設計。目前現成製品有CRH1E，CRH380D等投入运行。
由於阿爾斯通併購龐巴迪運輸交易於2020年獲得批准，Zefiro 300動車組將會連同技術轉讓予日立製作所生產（作為併購案通過的條件之一），此後生產的該款列車不再是龐巴迪的產品。

## 外部設計
列車外形設計以「獨特性、空氣動力學和優化的運營成本」為主，在速度方面，良好的空氣動力性能提高了最大速度，同时降低了能源的消耗，因而減少了運作成本；而在安全方面，優良的空氣動力性能減少了側風影響，從而大大地改善了穩定性；而在降低噪音方面，高級別的空氣動力性能在環保設計中是關鍵的因素，因為它大大地降低了噪音污染，同時提高旅客舒適度；而列車在整體性能上都達到了更好的空氣動力的功效。

## 內部設計
列車內部以「佈置靈活、照明充足和座位舒適」為主，座位方面安排靈活，即使是二等車廂需要更多的座位都會與民航客機的經濟艙相若，並可根據需求增加或減少行李容量和座位數目。至於一等車廂的座位將如客機的商務艙「或公務艙」。而每個座位底部墊子翻轉後可作為靠牆桌、衣架、附加存物位、推拉桌或無靠背椅使用。而車廂照明可讓乘務員擺弄燈光，通過增加或降低照明強度或改變燈光顏色為旅客創造完美的氣氛。
列車內部所用的物料有良好的耐火性、有毒煙霧釋放量低的特點，堅固耐用，提高旅客安全。

## 列車性能
列車設計時速大約是250km/h至380km/h之間，主要使用水冷IGBT牽引系統。

## 運用

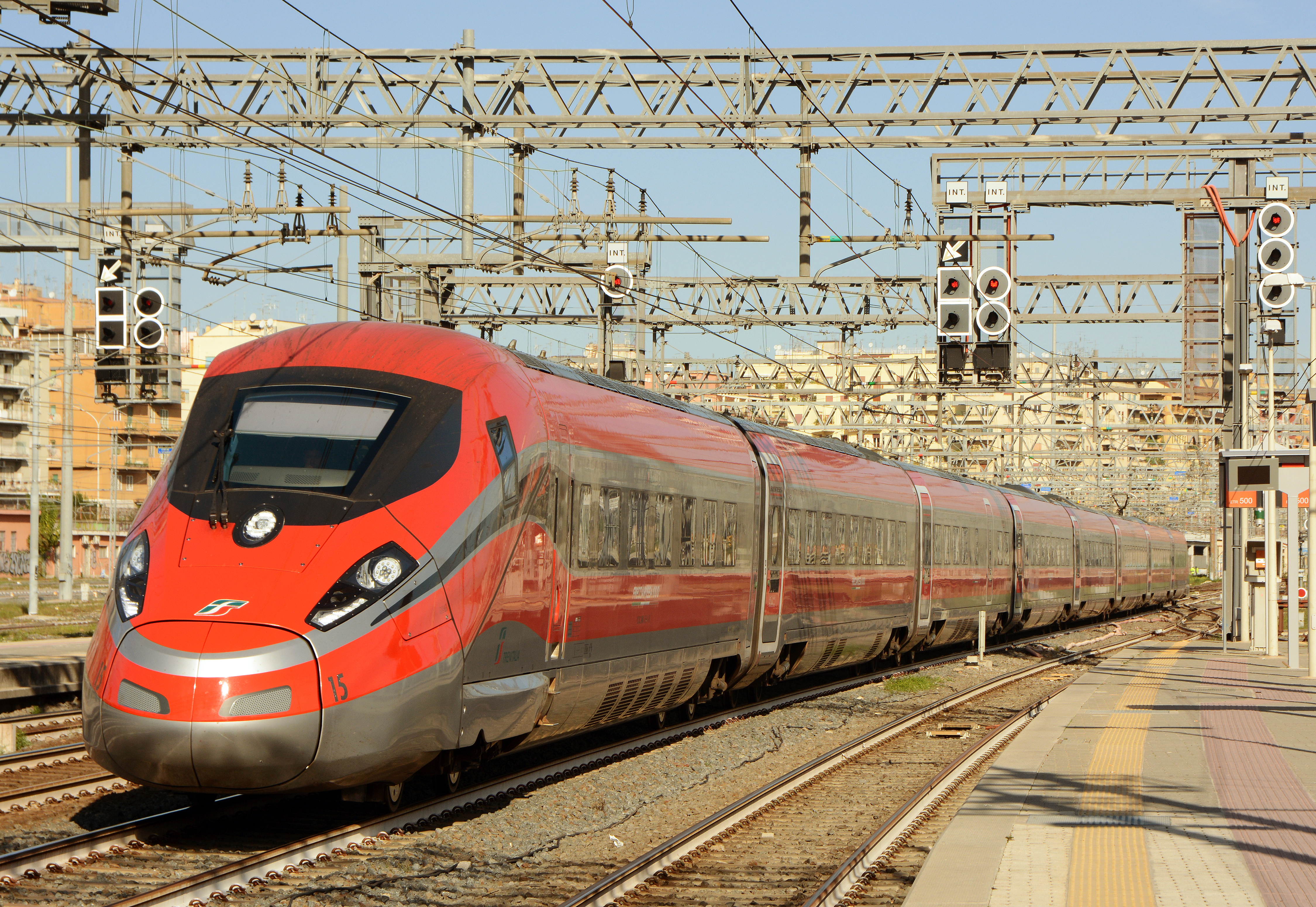
使用Zefiro平台的意大利铁路ETR 1000

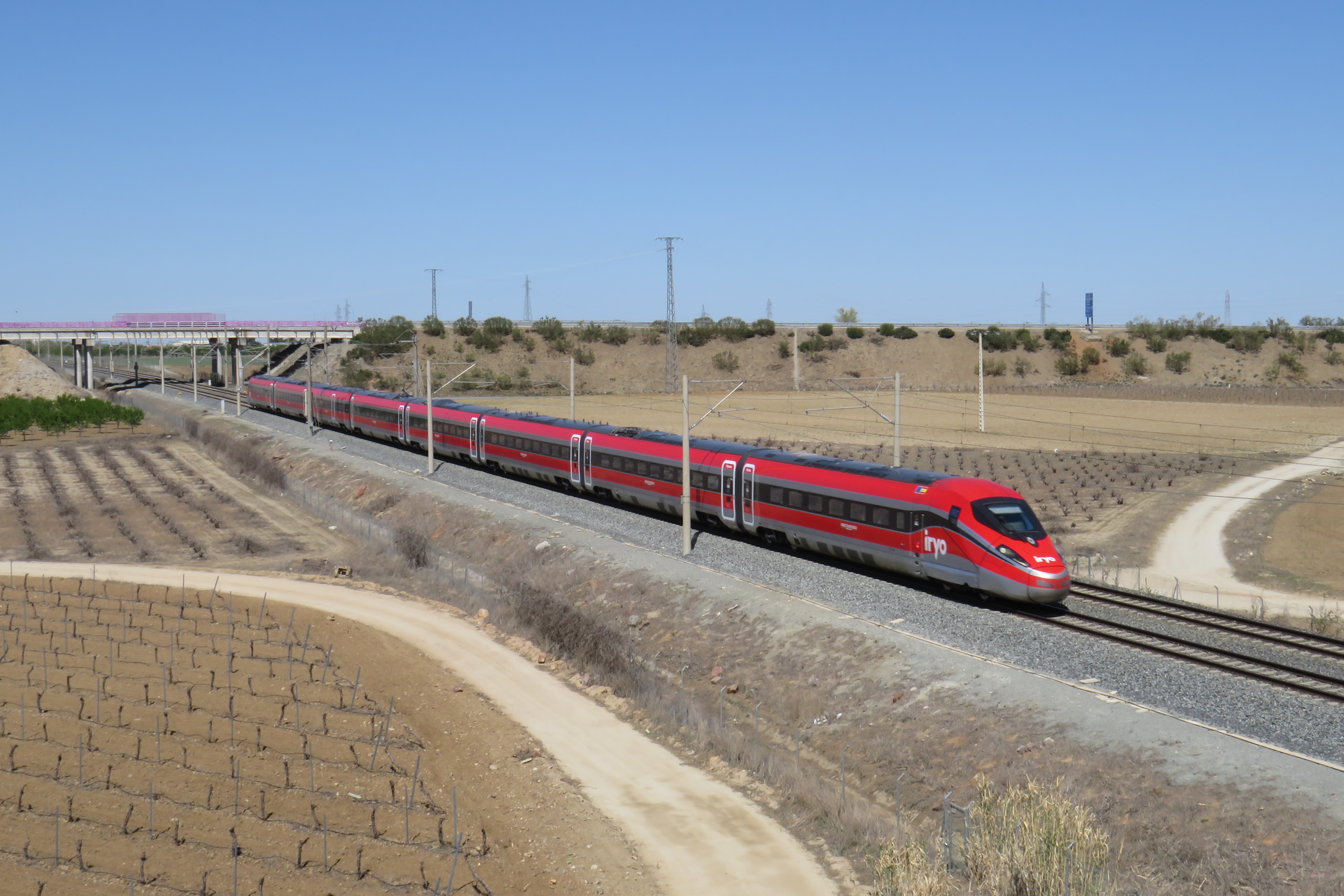
使用Zefiro平台的西班牙-意大利合营客运公司iryo的ETR 1000于马德里—塞维利亚高速铁路

至2015年為止，有CRH1E，CRH380D等投入商業運行，2007年10月31日，青島四方龐巴迪鐵路運輸設備有限公司（BST）獲得鐵道部（现铁路总公司）40列16輛編組動車組新訂單，其中20列是以此系列為基礎，不同的是列車上改為配備了卧鋪，速度可達250km/h，將成為世界上首次達到250km/h運行速度的臥鋪動車組，列車型號為CRH1E。整批新車計劃將連同16編組版本的CRH1電動車組一同在2009年中至2010年8月之間分批交付。
鐵道部於2009年6月招標採購時速350公里級別高速動車組，BST成為中標廠商之一，獲得了20列8節編組和60列16節大編組座車的訂單。列車將以龐巴迪ZEFIRO 380超高速動車組為技術平台，設計運營速度為350km/h，最高運營速度為380km/h，最高試驗速度為420km/h。預計於2012年7月至2014年9月間交付。列車型號為CRH380D。
2010年9月，意大利出资15.4亿欧元向庞巴迪及安萨尔多百瑞达购置50列（称为Frecciarossa 1000或Zefiro 300），每列价格约2.5亿元人民币，价格比中国的CRH380D高出约80%左右。ETR 1000型高速動車組將與原有的ETR 500，一併擔當當地「紅箭」列車。由此，意大利國家鐵路成為繼中國鐵路總公司後，第二個Zefiro系列車的用家。

## 參閱
- 庞巴迪TRAXX
- 西门子Velaro

## 外部連結
- （英文）Very High Speed Redefined: Bombardier Zefiro （页面存档备份，存于）
- （英文）ZEFIRO high speed trains
- （简体中文）龐巴迪公司(中國)新聞稿: 龐巴迪超高速鐵路旅行最新設計概念在米蘭移動設計展覽會上亮相，2005年4月13日
- （简体中文）龐巴迪(中國)新聞稿: 龐巴迪合資公司在中國獲得40列高速動車組合同 （页面存档备份，存于），2007年10月31日